# Anagapetus hoodi
Anagapetus hoodi là một loài Trichoptera trong họ Glossosomatidae. Chúng phân bố ở miền Tân bắc.